# بوئینگ مدل ۷
بوئینگ مدل ۷ (به انگلیسی: Boeing Model 7) یک هواپیمای ساختِ بوئینگ در کشور ایالات متحده آمریکا است. این هواپیما در ۷ ژانویه ۱۹۲۰ میلادی نخستین پرواز خود را انجام داد.